# Homopholis fasciata
Homopholis fasciata — вид геконоподібних ящірок родини геконових (Gekkonidae). Мешкає в Східній Африці.

## Поширення й екологія
Homopholis fasciata мешкають у Сомалі, Ефіопії, Кенії та Північній Танзанії. Вони живуть у сухих і вологих саванах, у дуплах і тріщинах великих дерев, зокрема баобабів, фікусів і акацій. Зустрічаються на висоті до 1300 м над рівнем моря.